# Orthotrichia lobophorana
Orthotrichia lobophorana is een schietmot uit de familie Hydroptilidae. De soort komt voor in het Oriëntaals gebied.